# Argyrogrammana
Argyrogrammana is een geslacht van vlinders uit de familie van de prachtvlinders (Riodinidae), onderfamilie Riodininae.
Argyrogrammana werd in 1932 voor het eerst wetenschappelijk beschreven door Embrik Strand.

## Soorten
Argyrogrammana omvat de volgende soorten:
- A. alstonii (Smart, 1979)
- A. amalfreda (Staudingerl, 1887)
- A. aparamilla Hall, J & Willmott, 1995
- A. barine (Staudingerl, 1887)
- A. bonita Hall, J & Willmott, 1995
- A. boyi (Röber, 1926)
- A. caelestina Hall, J & Willmott, 1995
- A. caesarion Lathy, 1958
- A. celata Hall, J & Willmott, 1995
- A. crocea (Godman & Salvin, 1878)
- A. chicomendesi Gallard, 1995
- A. danieli Jauffret, P & Martins, 2006
- A. denisi Gallard, 1995
- A. glaucopis (H. Bates, 1868)
- A. holosticta (Godman & Salvin, 1878)
- A. johannismarci Brévignon, 1995
- A. leptographia (Stichel, 1911)
- A. natalita Hall, J & Willmott, 1995
- A. nurtia (Stichel, 1911)
- A. occidentalis (Godman & Salvin, 1886)
- A. pacsa Hall, J & Willmott, 1998
- A. pastaza Hall, J & Willmott, 1996
- A. physis (Stichel, 1911)
- A. placibilis (Stichel, 1910)
- A. praestigiosa (Stichel, 1929)
- A. pulchra (Talbot, 1929)
- A. rameli (Stichel, 1930)
- A. saphirina (Staudingerl, 1887)
- A. sebastiani Brévignon, 1995
- A. sonazul Jauffret, P & Martins, 2006
- A. sticheli (Talbot, 1929)
- A. stilbe (Godart, 1824)
- A. sublimis Brévignon & Gallard, 1995
- A. subota (Hewitson, 1877)
- A. sulphurea (Felder, 1869)
- A. talboti Brévignon & Gallard, 1998
- A. trochilia (Westwood, 1851)
- A. venilia (H. Bates, 1868)